# Bridgeton (New Jersey)
Bridgeton – miasto w Stanach Zjednoczonych, w stanie New Jersey, stolica hrabstwa Cumberland. W 2006 miejscowość liczyła 24 389 mieszkańców.